# Parc de la Tour Vieille
Le parc de la Tour Vieille est un parc municipal de la ville d'Alès.

## Historique
Le parc de la Tour Vieille date du siècle dernier[évasif]. À l’époque, il s’agissait d’un jardin privé, aménagé autour de la maison de maître d’un riche propriétaire sur le sommet de la colline.
Après avoir été laissé à l’abandon pendant des années, l’espace a été racheté par la ville en 1973, restauré et ouvert au public en 1981.
Le parc contient environ 700 espèces différentes dont 200 sont considérées rares.